# سیارک ۱۲۲۱۴
سیارک ۱۲۲۱۴ (به انگلیسی: 12214 Miroshnikov، نامگذاری:1981RF2) دوازده هزار و دویست و چهاردهمین سیارک کشف شده‌است که در ۷ سپتامبر ۱۹۸۱ کشف شد.
قدر مطلق سیارک برابر ۵۶.۲ است.